# Playa de Poo
La Playa de Poo, se ubica en Poo, en la mitad occidental el concejo de Llanes, Asturias, junto a la localidad homónima. Se enmarca en las playas de la Costa Oriental de Asturias, también llamada Costa Verde Asturiana y está considerada paisaje protegido, desde el punto de vista medioambiental (por su vegetación). Por este motivo está integrada, según información del Ministerios de Agricultura, Alimentación y Medio Ambiente, en el Paisaje Protegido de la Costa Oriental de Asturias.

## Descripción
La playa se extiende a lo largo de unos 150 metros en el interior de un entrante del mar, cosa que hace que desde la playa, si no es en marea baja, éste quede fuera de la vista.
La playa presenta forma de ensenada rodeada de abundante vegetación. A la playa se accede fácilmente y cuenta con diversos servicios como duchas, papeleras, salvamento, limpieza y en el plano de seguridad, dispone tanto de señalización de peligro como de equipo de auxilio y salvamento. Cuenta además con un aparcamiento, no vigilado, de más de 100 plazas.
A la salida por mar de la playa se encuentran las Islas de Poo.